# Picris spinifera
Picris spinifera é uma espécie de planta com flor pertencente à família Asteraceae. 
A autoridade científica da espécie é Franco, tendo sido publicada em Botanical Journal of the Linnean Society 71(4): 268. 1975 (1976).

## Portugal
Trata-se de uma espécie presente no território português, nomeadamente os seguintes táxones infraespecíficos:
- Picris spinifera subsp. algarbiensis - presente em Portugal Continental. Em termos de naturalidade é possivelmente endémica da região atrás referida. Não se encontra protegida por legislação portuguesa ou da Comunidade Europeia.
- Picris spinifera subsp. spinifera - presente em Portugal Continental. Em termos de naturalidade é endémica da Península Ibérica. Não se encontra protegida por legislação portuguesa ou da Comunidade Europeia.